# Rondellens handelsområde
Rondellens handelsområde är ett köpcentrum i Staffanstorp, beläget i ortens östra del där länsväg 108 och riksväg 11 möts.
Enligt SCB:s avgränsning av handelsområden för år 2015 ingår Rondellen i ett område med handelsområdeskod H1230001.

## Historik
Handelsplatsen etablerades av Mims Invest. Bakom företaget stod familjen Mårtensson som ägt tomten där Rondellen nu ligger sedan 1960-talet och drev där Skåneplantor Lusthuset. År 2003 etablerade sig McDonald's på platsen.
Den första nya butiken att öppna på handelsplatsen, som då kallades Hemmestorp, var Willys. Willys började byggas i februari 2008 och öppnade den 19 november 2008. År 2011 sålde familjen Mårtensson Skåneplantor till Plantagen.
Dollarstore etablerade sig på länsväg 108:s västra sida den 24 oktober 2014. Jysk öppnade på området hösten 2016.
I december 2020 sålde Mims fastigheten till Arwidsro. Området omfattade då 29 100 kvadratmeter uthyrningsbar yta.